# Adesmia cuneata
Adesmia cuneata är en ärtväxtart som beskrevs av Mey. och Vog. Adesmia cuneata ingår i släktet Adesmia och familjen ärtväxter. Inga underarter finns listade i Catalogue of Life.